# São Francisco do Glória
São Francisco do Glória is een gemeente in de Braziliaanse deelstaat Minas Gerais. De gemeente telt 5.685 inwoners (schatting 2009).

## Aangrenzende gemeenten
De gemeente grenst aan Carangola, Fervedouro, Miradouro, Pedra Dourada en Vieiras.